# استیل‌واتر ریور (ناشوا ریور)
استیل‌واتر ریور (ناشوا ریور) (به انگلیسی: Stillwater River (Nashua River)) رودخانه‌ای است که در ایالات متحده آمریکا جریان دارد.